# Roy De Maistre
Roy De Maistre (Bowral, 1894 — Londres, 1968) est un peintre australien.
Il est connu dans l'art australien pour ses premières expériences avec la « musique en couleur » et comme le premier artiste australien à utiliser l'abstraction pure. Ses œuvres ultérieures ont été peintes dans un style figuratif généralement influencé par le cubisme. Sa série Stations of the Cross est accrochée de façon permanente dans la cathédrale de Westminster, tandis que la Tate Gallery de Londres et l'Art Gallery of New South Wales de Sydney conservent certaines de ses œuvres.

## Biographie

### Jeunesse et formation
Leroy Livingstone de Mestre naît à Bowral le 27 mars 1894, dans une maison de haut standing de l'ancienne colonie de la Nouvelle-Galles du Sud. Il est le plus jeune fils d'Etienne Livingstone de Mestre (en) (1832–1916), entraîneur de chevaux de course pur-sang des deux premiers vainqueurs de la Melbourne Cup ; et le petit-fils de Prosper de Mestre (en) (1789-1844), un homme d'affaires éminent de Sydney d'origine française de 1818 à 1844.
De Maistre est formé, avec ses frères et sœurs, par des tuteurs et des gouvernantes à la maison familiale près de Sutton Forest. En 1913, il est envoyé à Sydney pour poursuivre ses études musicales et artistiques. Il étudie le violon et l'alto au Conservatoire de musique de l'État de Nouvelle-Galles du Sud (en), notamment en jouant de l'alto dans l'orchestre de Sydney. Il étudie ensuite la peinture à la Royal Art Society of New South Wales auprès d'Antonio Dattilo Rubbo qui le pousse à s'intéresser au postimpressionnisme, aux côtés de ses camarades Norah Simpson (en), Grace Cossington Smith et Roland Wakelin,. Il produit des œuvres inspirées de reproductions de postimpressionnistes européens, tels que Vincent van Gogh, Paul Gauguin et Paul Cézanne. Il étudie par la suite auprès de Norman Carter et aussi à la Julian Ashton Art School (en) à Sydney.
Roy De Maistre naît à Bowral, dans la Nouvelle-Galles du Sud, en Australie, le 27 mars 1894.

### Première Guerre mondiale
En 1916, en tant qu'étudiant en art, Roy Livingstone de Mestre rejoint la Première force impériale australienne. Il est accepté après avoir été rejeté trois fois, parce que son tour de poitrine était prétendument sous-dimensionné. Tandis que l'armée semble se préparer pour la Première Guerre mondiale, l'entêtement de De Maistre est révélateur de son grand désir de servir dans l'effort de guerre qu'il a continuellement rejoint même après s'être trouvé trop faible pour faire face à sa charge de travail. Il est donc accepté en mai de la même année, mais est renvoyé un mois plus tard, déclaré médicalement inapte. Il le rejoint à nouveau un mois plus tard en juillet, mais, incapable de faire face physiquement à sa propre demande, il est renvoyé deux mois plus tard en septembre. Il rejoint l'armée une nouvelle fois en octobre et est envoyé à l'hôpital de campagne de Liverpool pour suivre une formation d'infirmier.
Trois mois plus tard, en janvier 1917, il demande de nouveau une libération car il sent que le travail le dépasse. En raison de sa faiblesse générale, sa demande de libération est facilement acceptée. Cette faiblesse est due à la tuberculose qu'il a pu cacher aux médecins de l'armée, dont l'un a même décrit sa maladie comme congénitale. Chaque fois qu'il s'est enrôlé, sa maladie l'a battu, ce qui l'a empêcher de continuer, tandis qu'il avait déjà renoncé à toute idée de poursuivre une carrière musicale à cause de celle-ci.

### Colour music
En novembre 1916, il expose pour la première fois en tant que « Roi de Mestre » des peintures impressionnistes sur lesquelles il a particulièrement travaillé les effets de la lumière.
En 1917, il rencontre le docteur Charles Gordon Moffit de l'hôpital Kenmore de Goulburn, avec qui il doit travailler à l'élaboration d'un « traitement de couleur » pour les soldats choqués en les plaçant dans des pièces peintes dans des combinaisons de couleurs apaisantes. De Maistre développe un intérêt pour la « musique en couleurs », sa théorie de l'harmonisation des couleurs basée sur la relation entre les couleurs du spectre et les notes de l'échelle musicale. Avec son esprit ordonné et analytique, il applique la théorie de la musique à sa peinture. Il travaille avec Adrian Verbrugghen puis avec  Roland Wakelin pour élaborer une théorie de la musique en couleurs. En 1919, il organise une exposition conjointe avec Wakelin intitulée Color in Art pour exposer ses théories,. Dans cette exposition d'art (à l'époque controversée), le musicien devenu peintre avait choisi des couleurs pour s'harmoniser comme les notes de musique. L'exposition présente « l'orchestration des couleurs », une expérience sur l'interrelation entre différentes teintes sur le spectre des couleurs et des notes sur l'échelle musicale : par exemple, la note A (« la », dans la notation latine) est associée à la couleur rouge. Le seul exemple existant de cette expérience est la composition rythmique en jaune vert mineur (1919), qui visualise lentement la musique à travers le flux de couleurs. Cette exposition de « musique en couleurs » (Color music, en anglais) fait désormais partie du folklore artistique australien en tant qu'« images que vous pourriez siffler » (pictures you could whistle, en anglais) ; influencée par des représentants antérieurs de la théorie de la « musique en couleurs » en Europe et en Amérique, cette exposition a depuis été identifiée comme la première expérience d'abstractionnisme pur en Australie. Ses nuanciers, montrant des notes musicales correspondant à différentes teintes, sont maintenant la propriété de l'Art Gallery of New South Wales, la color music intégrant une place permanente dans l'histoire de l'art en Australie[réf. nécessaire].
De Maistre s'intéresse également à la décoration intérieure et à la manière dont les couleurs d'une pièce peuvent avoir un impact sur la psyché humaine. Tout en exposant des œuvres d'art traditionnelles dans l'exposition Colour in Art, il inclut également un segment « Organisation des couleurs dans la décoration intérieure ». Dans cette partie de l'exposition, De Maistre présente des intérieurs domestiques basés sur sa « musique en couleurs ». Des disques et des balances pour aider les propriétaires à intégrer la musique en couleurs dans leur propre maison sont proposés à la vente. En 1924, ce tableau d'harmonisation des couleurs est développé par la chaîne Grace Bros. (en) et mis en vente dans leurs magasins.

### Entre-deux-guerres
Après 1919, De Maistre abandonne pratiquement la musique en couleurs et l'abstraction, bien qu'à Londres en 1934 il retravaille certaines de ces mêmes idées. Ses peintures de 1921-1922 sont des expériences de tonalisme impersonnel et sans émotion et, à partir des années 1930, il se tourne vers un style de travail plus figuratif, généralement influencé par le cubisme.
En 1922, il fait acheter son premier tableau à la Art Gallery of New South Wales, Still Life.
En 1923, il part en Europe grâce à une bourse d'art itinérante de la Sydney Society of Artists. Il y passe trois ans, étudiant à Londres et en France : à Paris et Saint-Jean-de-Luz, où il a créé Sea piece, St Jean de Luz (1925), un paysage présentant un léger semblant de sa pratique antérieure avec la couleur et l'abstraction. Il visite également l'Italie, l'Espagne, la Belgique et les Pays-Bas. En 1924, tout en étant à l'étranger, il brevette la De Maistre Color Harmonizing Chart, qui est produit et commercialisé par Grace Bros.
De retour à Sydney, il organise des expositions individuelles (1926 et 1928) ; participe à des expositions annuelles ; dirige des cours d'art moderne à des élèves privés de son atelier à Burdekin House, Macquarie Street, Sydney ; il organise également dans sa maison une exposition de design d'intérieur moderne (1929). Grâce à la position dominante de sa famille dans la société, il contribue à rendre l'art moderne à la mode à Sydney à la fin des années 1920. Les critiques anti-modernistes qu'il a reçues après sa première exposition personnelle à Sydney le convainquent que son art ne peut pas prospérer en Australie.

### Installation définitive à Londres
En mars 1930, il quitte l'Australie pour s'installer définitivement à Londres. Il tient des expositions individuelles à la Beaux Arts Gallery (en) (1930) ; dans l'atelier de son collègue Francis Bacon (1930) ; à la galerie Bernheim-Jeune, Paris (1932) ; à la Mayor Gallery de Londres (1934) ; et à la Calmann Gallery de Londres (1938). Son travail a également été illustré dans plusieurs éditions du livre influent Art Now de Herbert Read. En 1931-1932, il revient à Saint-Jean-de-Luz. En 1932-1934, il visite Compiègne. En 1934, il dirige une école de peinture avec Martin Block. En 1936, il installe un studio au 13 Eccleston Street, Westminster.

### Relation avec Patrick White
En 1936, De Maistre rencontre le futur romancier de 18 ans, Patrick White. Les deux hommes ne sont jamais devenus amants, mais sont restés très proches. Selon les propres mots de Patrick White, « il est devenu ce dont j'avais le plus besoin, un mentor intellectuel et esthétique ». Tous les deux sont homosexuels ; ils se sentent comme des étrangers dans leur propre famille (par exemple, la famille de De Maistre désapprouve sa peinture et la décrit comme « horrible ») ; en conséquence, ils ont tous deux des sentiments ambivalents au sujet de leur famille et de leurs antécédents, tout en maintenant des liens étroits et durables avec leur famille, en particulier avec leur mère. Ils apprécient également les avantages de la position sociale et des relations ; le symbolisme chrétien et les thèmes bibliques sont communs dans le travail des deux artistes. Patrick White dédie son premier roman, Happy Valley (1939) à De Maistre, et reconnaît l'influence de ce dernier sur son écriture. En 1947, la peinture de De Maistre Figure in a Garden (The Aunt) (1945) est utilisée comme couverture pour la première édition de The Aunt's Story de Patrick White. L'écrivain achète pour lui-même de nombreux tableaux de De Maistre. En 1974, Patrick White donne toutes ces peintures à l'Art Gallery of New South Wales.
En 1968, White écrit The Vivisector, le portrait brûlant d'un personnage artiste. Beaucoup de gens établissent des liens avec le peintre de Sydney John Passmore (en) (1904–84) et l'ami de White, le peintre Sidney Nolan, ce que dément White. L'écrivain est un collectionneur d'art qui, en tant que jeune homme à Londres avant la Seconde Guerre mondiale, est profondément impressionné par ses amis De Maistre et Bacon. Plus tard, White dira qu'il aurait voulu être un artiste. La prose élaborée et idiosyncratique de White est la tentative d'un écrivain d'imiter la peinture[réf. nécessaire]. Au milieu des années 1960, il encourage des dizaines d'artistes jeunes et moins établis, tels que James Clifford (en), Erica McGilchrist (en) et Lawrence Daws (en).

### Années 1940
En 1940, De Maistre commence à travailler pour la Section française, la Joint War Organisation de la Croix-Rouge britannique et l'Ordre de Saint-Jean de Londres. En 1942, il est affecté au Département des relations extérieures de la Croix-Rouge britannique. Pendant ce temps, il peint à peine. Après la seconde Guerre mondiale, cependant, il devient un artiste de l'establishment. Il n'a eu aucun mal à vendre ses tableaux et à continuer d'accepter des commandes privées pour des portraits de société.
Roy De Maistre participe également à une épreuve artistique des Jeux olympiques d'été de 1948.

### Années 1950
Ayant depuis de nombreuses années changé l'orthographe de son nom de famille en « De Maistre », croyant que l'orthographe moderne convenait à un peintre moderne, il ajoutera également le nom Laurent dans les années 1950. Il l'ajoute croyant à tort qu'il a du sang royal anglais grâce à son grand-père Prosper de Mestre (en) soi-disant via Julie de St Laurent, maîtresse d'Édouard-Auguste de Kent, le père de la reine Victoria. Il a changé par la suite l'orthographe de Livingstone en Leviston puis en Leveson. Enfin, il ajoute le nom Joseph, en reconnaissance d'une connexion avec le philosophe Joseph de Maistre — le nom complet par lequel il se fait appeler devient ainsi Leroy Leveson Laurent Joseph De Maistre.
Roy de Maistre expose à la Royal Academy of Arts à partir de 1951 et est représenté dans les expositions du Conseil des arts de Grande-Bretagne. Son travail est acheté pour la Tate Gallery et d'autres musées d'art, et est fréquemment discuté dans les écrits de John Rothenstein (en).
La même année, il est converti dans la foi catholique romaine. Les sujets religieux commencent alors à apparaître dans son œuvre : ses tableaux religieux modernes sont recherchés pour des collections publiques et des expositions. En 1954, il commence à peindre la série Stations of the Cross pour la cathédrale de Westminster. Il peint également deux triptyques pour l'église St Aidan. Outre la religion, sa peinture tardive insiste souvent sur l'intimité intérieure de son atelier et de son « bric-à-brac astucieusement encombré », qui font partie de ses plus belles œuvres.
En 1954, il devient membre du London Group.

### Années 1960 et mort
En 1960, la Whitechapel Gallery de Londres a organisé une grande rétrospective pour célébrer l'œuvre de de Maistre.
En 1962, il est fait Commandant de l'ordre de l'Empire britannique.
Roy De Maistre meurt à Londres le 1er mars 1968.